# Stictoleptura rubra
Stictoleptura rubra је врста инсекта из реда тврдокрилаца (Coleoptera) и породице стрижибуба (Cerambycidae). Сврстана је у потпородицу Lepturinae.

## Распрострањеност и станиште
Врста је распрострањена на подручју Европе, Русије и северне Африке. У Србији се најчешће среће у шумама на високим планинама.

## Опис
Глава и антене су црне боје, код мужјака је пронотум црн, док је код женке црвене боје. Елитрони су код мужјака жућкастобраон боје а код женке црвене, спољни апикални угао је зашиљен. Антене су средње дужине и тестерасте. Дужина тела је од 10 до 20 mm.
- женка/мужјак

## Биологија
Комплетан циклус развића се одвија у периоду од  2 до 3 године. Ларва се развија у влажном и трулом дрвету и корењу четинара, ређе у храсту. Адулти су активни од маја до јула и могу се срести на биљци домаћину и околном цвећу. Као домаћини јављају се бор, смрча, јела, ариш, храст, итд.

## Синоними
- Leptura rubra Linnaeus, 1758
- Aredolpona rubra (Linnaeus, 1758)
- Corymbia rubra (Linnaeus, 1758)
- Leptura dispar Preyssler, 1793
- Leptura rubrotestacea Illiger, 1805
- Leptura testacea Linnaeus, 1761
- Leptura umbellatarum Laicharting, 1784